# Lindalwa Justo de Oliveira
Lindalwa Justo de Oliveira, właśc. Lindalva Justo de Oliveira (ur. 20 października 1953 w Assu w Rio Grande do Norte, zm. 9 kwietnia 1993 w Salvadorze) – brazylijska szarytka (SM), męczennica, błogosławiona Kościoła rzymskokatolickiego.
Urodziła się wielodzietnej rodzinie. Mając 12 lat przystąpiła do pierwszej komunii świętej. W 1982 roku jej ojciec zmarł na raka, a w 1986 roku mając 33 lata wstąpiła do zgromadzenia Sióstr Miłosierdzia św. Wincentego a Paulo, i rok później w 1987 roku otrzymała sakrament bierzmowania. 29 stycznia 1991 roku skierowano ją do pracy w ośrodku dla bezdomnych w Salwadorze. W styczniu 1993 Lindalwa zaczęła być nękana przez pensjonariusza opieki Augusto da Silva Peixoto. 9 kwietnia 1993 roku Augusto pchnął ją 44 razy nożem.
W 2000 roku rozpoczął się jej proces beatyfikacyjny. Została beatyfikowana przez papieża Benedykta XVI w dniu 2 grudnia 2007 roku.